# 헤이다르 알리예프
헤이다르 앨리르자 오글루 알리예프(아제르바이잔어: Heydər Əlirza oğlu Əliyev 헤이대르 앨리르자 오글루 앨리예프, IPA: [hejˈdæɾ æliɾˈzɑ oɣˈlu æˈlijef], 러시아어: Гейда́р Алирза́ оглы́ (Али́евич) Али́ев 게이다르 알리르자 오글리(알리예비치) 알리예프[*], 문화어: 헤이다르 알리예브, 1923년 5월 10일~2003년 12월 12일)는 아제르바이잔의 정치인으로 1993년 10월부터 2003년 10월까지 아제르바이잔의 제3대 대통령을 역임했다. 원래 아제르바이잔 소비에트 사회주의 공화국의 KGB에서 고위 관리였으며, 소련 국가 안보 기관에서 28년 동안(1941년~1969년) 1969년부터 1982년까지 소련 아제르바이잔을 이끌었고, 1982년부터 1987년까지 소비에트 연방의 제1부총리직을 역임했다.
알리예프는 독립한 아제르바이잔의 대통령이 되었고, 아제르바이잔은 내전 직전에 있었고 이웃한 아르메니아와의 제1차 나고르노카라바흐 전쟁에서 심각한 손실을 입었다. 알리예프의 지지자들은 그가 아제르바이잔의 안정을 회복하고 아제르바이잔을 주요 국제 에너지 생산국으로 만든 공로를 인정하고 있다. 아제르바이잔에 있는 그의 정권은 독재적이고, 권위주의적이며, 억압적인 것으로 묘사되어 왔다. 그는 또한 선거가 조작되고 반대 의견이 억압된 강압적인 경찰국가를 운영했다고 한다. 알리예프를 중심으로 인격 숭배가 발전했는데, 2003년 그가 사망한 후에도 계속되고 있다. 그가 사망하기 직전, 그의 아들 일함 알리예프가 논란이 많은 선거에서 대통령으로 선출되어 현재까지 아제르바이잔을 이끌고 있다.

## 소비에트 시대의 경력

### 어린 시절

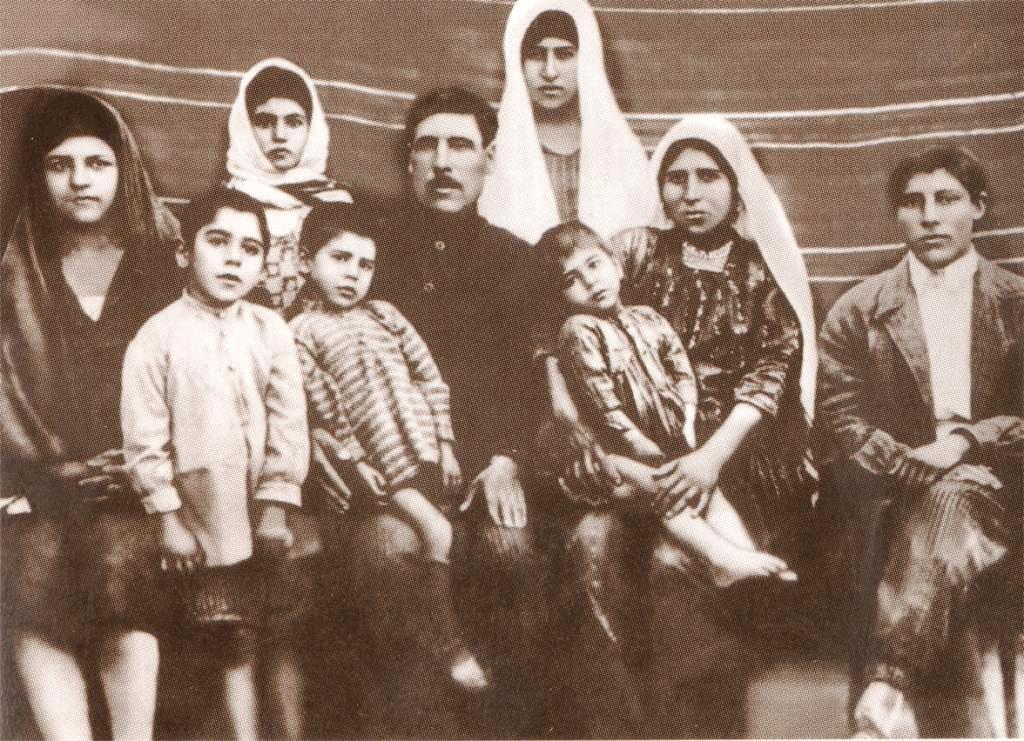
알리예프는 1920년대에 그의 가족과 함께

알리예프는 1923년 5월 10일 나흐츠반에서 태어났다. 그의 가족은 나흐츠반에서 불과 몇 마일 떨어진 조마르들리(오늘날 아르메니아 슈니크주의 타나하트) 마을에서 태어나기 전에 나흐츠반으로 이사했다. 일부 소식통은 알리예프가 실제로 조마르들리에서 2년 일찍 태어났다고 주장하지만, 나중에 아제르바이잔의 고위 정치인이 아르메니아인의 출생지를 가져서는 안 된다는 결정이 내려졌다고 주장한다. 그의 아버지는 조마르들리 출신이었고, 어머니는 보로탄(오늘날의 아르메니아 슈니크주) 출신이었다. 알리예프에게는 4명의 형제 하산, 휘세인, 잘랄, 아길과 3명의 자매 수라, 샤피가, 라피가가가 있었다.
나흐츠반 교육학교를 졸업한 후, 알리예프는 1939년부터 1941년까지 아제르바이잔 산업 연구소(현재의 아제르바이잔 석유 산업 대학교)에서 건축을 공부했다. 1949년과 1950년에, 그는 레닌그라드에 있는 소련 국가 안보 고등학교에서 공부했다. 알리예프의 공식 전기는 또한 그가 바쿠 국립 대학교에서 공부했고 1957년에 역사학 학위와 함께 졸업했다고 말한다. 미국의 언론인 피트 얼리에 따르면, 알리예프는 레닌그라드에 있는 국가 안보 아카데미에 처음 입학했고 1944년에 졸업했다. 그는 또한 1966년에 모스크바에 있는 KGB의 제르진스키 고등학교에서 수석 직원 전문 개발 과정을 수강했다.
1948년, 알리예프는 자리파 알리예바와 결혼했다. 1955년 10월 12일, 그들의 딸 세빌 알리예바가 태어났고, 1961년 12월 24일, 그들의 아들 일함이 태어났다. 자리파 알리예바는 1985년에 암으로 사망했다.

### 초기 경력

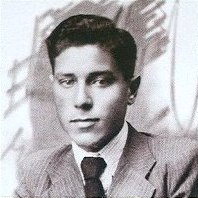
젊은 알리예프

제2차 세계 대전 중에는 소련 자체 군대에 대한 정보 작전을 수행하고 탈영하거나 충분히 열심히 싸운 군인들을 처형하는 스메르시 대대장을 역임했다.
1944년 아제르바이잔 SSR 국가보안인민위원부(NKGB)에 가입했으며, 소련 국가보안위원회 고위직원 양성학교를 졸업한 후 1950년 아제르바이잔 SSR 국가보안위원회 부서장으로 승진했다.
1954년 정부 개혁의 일환으로 이전에는 국가안전보위부(MGB)로 불렸던 NKGB가 이번에는 KGB로 다시 이름이 바뀌었다. 소식통에 따르면 알리예프는 이란과 중동을 포함한 아제르바이잔 KGB의 동부 부서에서 근무하고 있다고 한다. 이 기간 동안 알리예프는 세미온 티브시군의 측근이었다. 알리예프는 1960년 아제르바이잔 KGB의 수장이 되었고, 결국 소장 계급을 받았다. 소련 비밀경호국에 복무하는 동안 알리예프는 아제르바이잔에서 대부분 무명이었다.

## KGB에서 아제르바이잔 SSR의 리더로

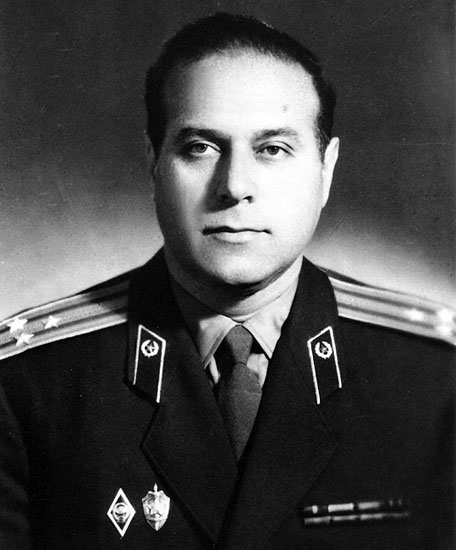
KGB 유니폼을 입은 알리예프

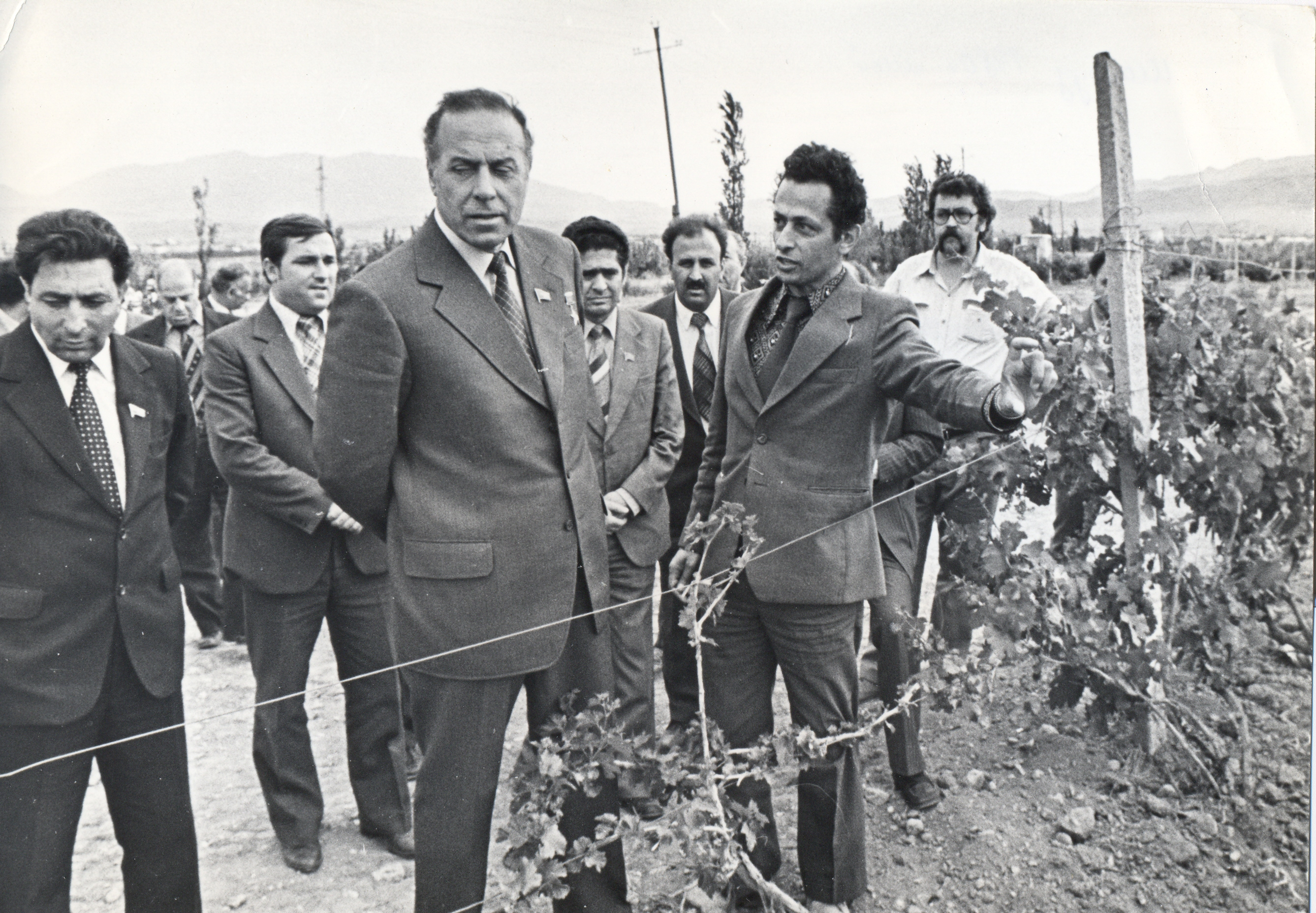
70년대 알리예프가 국가 집단 농장을 방문했을 때

알리예프는 1969년 7월 12일에 열린 아제르바이잔 공산당 중앙위원회 전체회의에서 제1서기로 선출되었다. 그는 레오니트 브레즈네프의 처남인 세묜 츠비군이 알리예프의 선출을 지지한 후 브레즈네프에 의해 선출된 것으로 알려졌다.
그 후 알리예프는 소련 시대 아제르바이잔의 정세를 지배했다. "아제르바이잔의 군주"로 묘사되는 알리예프는 아제르바이잔 전역에 광범위한 후원 네트워크를 구축하고 암시장에서 이익을 얻었다. 해럴드 제임스 퍼킨에 따르면 알리예프는 "주로 성적인 봉사를 하는 여성 '자원봉사자'들에게 둘러싸여 있었다"고 한다.
《워싱턴 포스트》는 부고에서 "그는 지역 마피아 그룹을 부수며 이름을 알렸지만, 석유, 캐비어 및 기타 부문에서 이익을 얻기 위해 개인 서클이 이동했다"라고 썼다. 알리예프는 반부패 캠페인에서 자신과 협력하기를 거부하면서도 보상을 받고 협력하는 사람들을 표적으로 삼아 선별적으로 행동했다.
알리예프는 브레즈네프에게 호화로운 선물을 자주 제공했다. 선물에는 226,000루블 상당의 '태양왕' 다이아몬드 반지와 브레즈네프에게 보내는 보석으로 둘러싸인 액자 초상화가 포함되어 있다. 알리예프는 1982년 브레즈네프가 공식 방문을 위해 개인적으로 사용할 궁전을 지었다.
그는 모국인 나흐츠반 출신 인사들을 아제르바이잔 SSR의 지도자로 승진시켰다. 또한 아제르바이잔의 문화와 언어도 홍보했다.
1980년대 초, 알리예프는 부패에 기반한 자생적 엘리트를 억제하기 위해 특정 법조인의 자녀가 공화국의 로스쿨에 진학하는 것을 금지했다.
이후 알리예프는 1976년 모스크바 정치국으로 승진했다.

## 은퇴 및 복귀
1987년 그의 강제 은퇴 후, 알리예프는 1990년까지 모스크바에 남아 있었다. 그는 이 기간 동안 심장마비를 겪었다. 알리예프는 나고르노카라바흐와 관련된 지속적인 분쟁에 이어 바쿠에서 1990년 1월 소련군의 진압에 공개적으로 반대했다.
이 공식 석상에 모습을 드러낸 직후, 알리예프는 모스크바를 떠나 고향인 나흐츠반으로 향했다. 그곳에서, 알리예프는 온건한 민족주의자로 자신을 재창조했다. 그는 1990년 10월 바쿠에서 아제르바이잔 SSR 최고 소비에트로 선출되었다. 그의 적수인 소비에트 아제르바이잔의 지도자 아야즈 뮈탤리보프와 관련된 단체들의 압력과 비판 아래, 알리예프는 다시 나흐츠반으로 돌아와 1991년에 최고 소비에트 의장으로 선출되었다. 그는 같은 해에 소련 공산당에서 사임했다.
1991년 12월, 소련이 해체되고 아제르바이잔이 공식적으로 독립 국가가 되었을 때, 알리예프는 뮈탤리보프의 대통령직에도 불구하고 나흐츠반을 독립적으로 통치했다. 1992년 초, 나고르노카라바흐의 마지막 아제르바이잔인 거주 마을인 슈샤가 함락된 후 제1차 나고르노카라바흐 전쟁에서 폭력이 증가했다. 이러한 사건들은 뮈탤리보프의 사임과 애뷜패즈 엘치배이가 이끄는 아제르바이잔 인민전선의 권력 상승으로 이어졌다. 엘치배이의 집권 1년 동안, 알리예프는 바쿠의 공식 정부에 대한 어떠한 존중도 없이 나흐츠반을 계속 통치했다. 인민전선의 내무장관 이스간다르 하미도프가 나흐츠반의 알리예프를 강제로 전복시키려는 시도는 지역 공항의 지역 민병대에 의해 좌절되었다. 같은 기간 동안 알리예프는 나흐츠반에서 당시 아르메니아의 대통령 레본 테르페트로샨과 독립적으로 휴전 협정을 협상했다.
알리예프는 1992년 11월 21일 나흐츠반에서 조직된 신아제르바이잔당의 당수로 선출되었다.
1993년 5월부터 6월까지 아제르바이잔 정부의 위기가 내전과 독립 상실로 치닫자 아제르바이잔 국민들은 알리예프의 집권을 요구했다. 아제르바이잔의 지도자들은 알리예프를 바쿠로 공식 초청할 수밖에 없었다. 1993년 6월 24일 수라트 휘세이노프가 이끄는 반란군이 바쿠로 진격하는 와중에 엘치배이는 도시를 떠나 고향인 나흐츠반의 켈레키 마을로 도망쳤다. 1993년 6월 15일, 알리예프는 아제르바이잔의 국회의장으로 선출되었고, 엘치배이가 망명한 후, 그는 또한 임시 대통령 권한을 맡았다. 1993년 8월, 엘치배이는 국민 투표에 의해 대통령직을 박탈당했고, 1993년 10월 알리예프는 아제르바이잔의 대통령으로 선출되었다. 1994년 5월 알리예프는 나고르노카라바흐에서 2020년 제2차 나고르노카라바흐 전쟁 때까지 적대 관계를 종식시키기 위한 휴전 협정에 동의했다.

## 대통령직

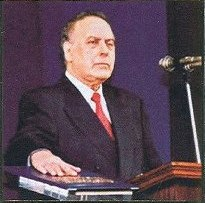
알리예프 대통령 취임식

1993년 10월 3일, 전국 투표 결과, 헤이다르 알리예프가 98.8%의 득표율로 아제르바이잔의 대통령으로 선출되었다. 1998년 10월 11일, 그는 77%의 득표율로 재선되었다. 알리예프는 2003년 대통령 선거에서 후보로 지명되었지만, 건강 문제와 관련하여 선거에 출마하는 것을 거부했다.

### 나고르노카라바흐 분쟁

#### 전쟁의 마지막 해
알리예프가 1993년 6월 국회의장이 되었을 때 아제르바이잔은 내부 분열과 군사 붕괴를 겪고 있었고, 이로 인해 아르메니아군은 상당한 저항에 부딪히지 않고 아제르바이잔 남서부의 5개 지구 대부분을 점령했고, 약 35만 명의 난민이 발생했다. 대통령직에 오른 후, 알리예프는 축출된 아제르바이잔 인민전선에 충성하는 부대들을 해산하고 새로운 국가 군대를 창설할 것을 명령했다. 이를 위해 전투 경험이 없는 청년 수만 명이 징집됐다. 동시에 알리예프는 대통령직을 맡기 전에 모스크바에서 카라바흐 아르메니아 지도자 로베르트 코차랸을 두 번이나 비밀리에 만났고, 아르메니아와 아제르바이잔 대표들은 1993년 9월 휴전을 연장하는 데 동의했다. 그러나 협상은 성과를 거두지 못했고 휴전은 유지되지 못했으며, 알리예프의 취임 직후 아르메니아군은 추가 영토를 점령했다. 1993년부터 1994년까지 아제르바이잔군은 전선의 여러 지역을 탈환하려고 시도했다. 아제르바이잔군이 퓌줄리구 일부를 탈환하는 동안 캘배재르구 탈환 작전은 캘배재르 북쪽 산악지대에서 수천 명의 아제르바이잔 병사들이 죽거나 얼어죽는 등 참담한 실패를 겪었다.

### 국내 정책

#### 헌법 개혁
알리예프는 1995년 6월 헌법위원회를 소집하여 1978년 아제르바이잔 SSR 헌법을 대체할 헌법을 만들었다. 첫 번째 초안은 10월에 공개 토론을 위해 준비되었으며 최종 버전은 5개의 장, 12개의 부분, 147개의 조항으로 구성되었다. 새 헌법은 1995년 11월 12일에 실시된 국민투표를 통해 확정되었다. 헌법은 권력 분립을 보장하기 위해 입법부(아제르바이잔 국민의회), 행정부(대통령), 사법부(법원)의 3개 부서를 만들었다.

### 외교 정책
알리예프 행정부 동안 아제르바이잔의 외교 정책은 재조정되었다. 아제르바이잔과 다른 나라들 사이의 양자 관계는 국제기구들과의 협력뿐만 아니라 더욱 깊어졌다.

#### NATO와의 관계
평화를 위한 동반자 관계(PfP) 프레임워크 문서는 1994년 5월 4일 NATO와의 안보 및 방위 협력을 강화하기 위해 서명되었다. 알리예프는 1996년 4월 19일 PfP 프레젠테이션 문서를 승인했다. 1997년 11월, 아제르바이잔은 PfP 계획 및 검토 프로세스에 참여했다. NATO PA는 또한 11월에 아제르바이잔을 NATO의 준회원국으로 만들었다.

#### 러시아와의 관계
알리예프는 아제르바이잔의 이전 지도자들보다 러시아와 더 따뜻한 관계를 맺는 것을 우선시했다. 그는 아제르바이잔 의회의 수장으로 선출된 후 1993년 6월 15일 밀리 마즐리스에서 열린 연설에서 "우리의 북쪽 이웃인 러시아는 절대적으로 광대한 국가입니다. 의심할 여지 없이, 아제르바이잔과 러시아 사이의 독립적인 원칙에 기초한 관계는 더 낫고, 더 넓고, 더 결실이 있어야 합니다." 1997년 7월 3일 러시아와 아제르바이잔 간의 우호, 협력 및 상호 안보에 관한 협정이 체결되었다. 알리예프는 1997년 7월 보리스 옐친 러시아 대통령의 초청으로 아제르바이잔 대통령으로서 러시아를 처음으로 공식 방문했다. 러시아와의 관계는 양자 방문 동안 알리예프-푸틴 협상을 통해 더욱 발전했다(블라디미르 푸틴은 2001년 아제르바이잔을 방문했고 알리예프는 2002년 러시아를 상호 방문했다). "가발라 라디오 위치국의 위상과 이익 원칙", "러시아 연방과 아제르바이잔 공화국 간의 2010년까지 장기적인 경제 협력 협정", "러시아 연방 대통령 블라디미르 푸틴과 아제르바이잔 공화국 대통령의 공동 선언"에 관한 협정, 헤이다르 알리예프"는 후자의 회의에서 서명되었다.

#### 미국과의 관계
알리예프의 외교 정책의 주요 목표 중 하나는 미국과 더 긴밀한 관계를 구축하고 협력을 발전시키는 것이었다. 그는 이 문제와 관련한 연설 중 하나에서 "서방 민주주의, 문화, 업적을 배우고, 혜택을 받고, 아제르바이잔에서 사용하고 적용할 필요가 있기 때문에 아제르바이잔과 미국의 관계는 중요합니다. 그런 점에서 미국은 우리에게 특별한 나라입니다." 석유 계약이 체결된 후 두 나라 사이의 관계는 강화되었다. 알리예프는 1997년 8월 1일 미국을 공식 방문하여 빌 클린턴 대통령을 만났다. 그들은 미국과 아제르바이잔의 미래 국방 및 군사 문제 관계에 관한 공동 성명에 서명했다. 이 출장(1997년 7월 27일~8월 5일) 동안 에너지 문제와 관련하여 미국과 아제르바이잔 간의 양자 대화 형성 의도에 관한 성명과 아제르바이잔 공화국 정부, 국립은행, 미국 수출입은행 간의 프로젝트 촉진에 관한 일반 협정에 서명했다. 또한, 카스피해의 아제르바이잔 부문을 위한 개발 및 생산 공유에 관한 4개의 협정이 체결되었다. 방문 후, 알리예프는 1997년 9월 2일 "아제르바이잔 공화국과 미국 사이의 파트너십 관계를 확대하기 위한 조치"에 대한 명령을 발표했다. 아제르바이잔은 9·11 테러 공격 이후, 미국 주도의 국제 테러 연합에 가입했으며 아프가니스탄에 군대를 파견했다. 2002년 10월 24일 미국 상원은 아제르바이잔에 재정적 또는 인도적 지원을 수출하는 것을 금지하던 907조를 미국 대통령이 일시적으로 포기할 수 있도록 하는 자유 지원법 개정안을 채택했다.

## 사망 및 후계자

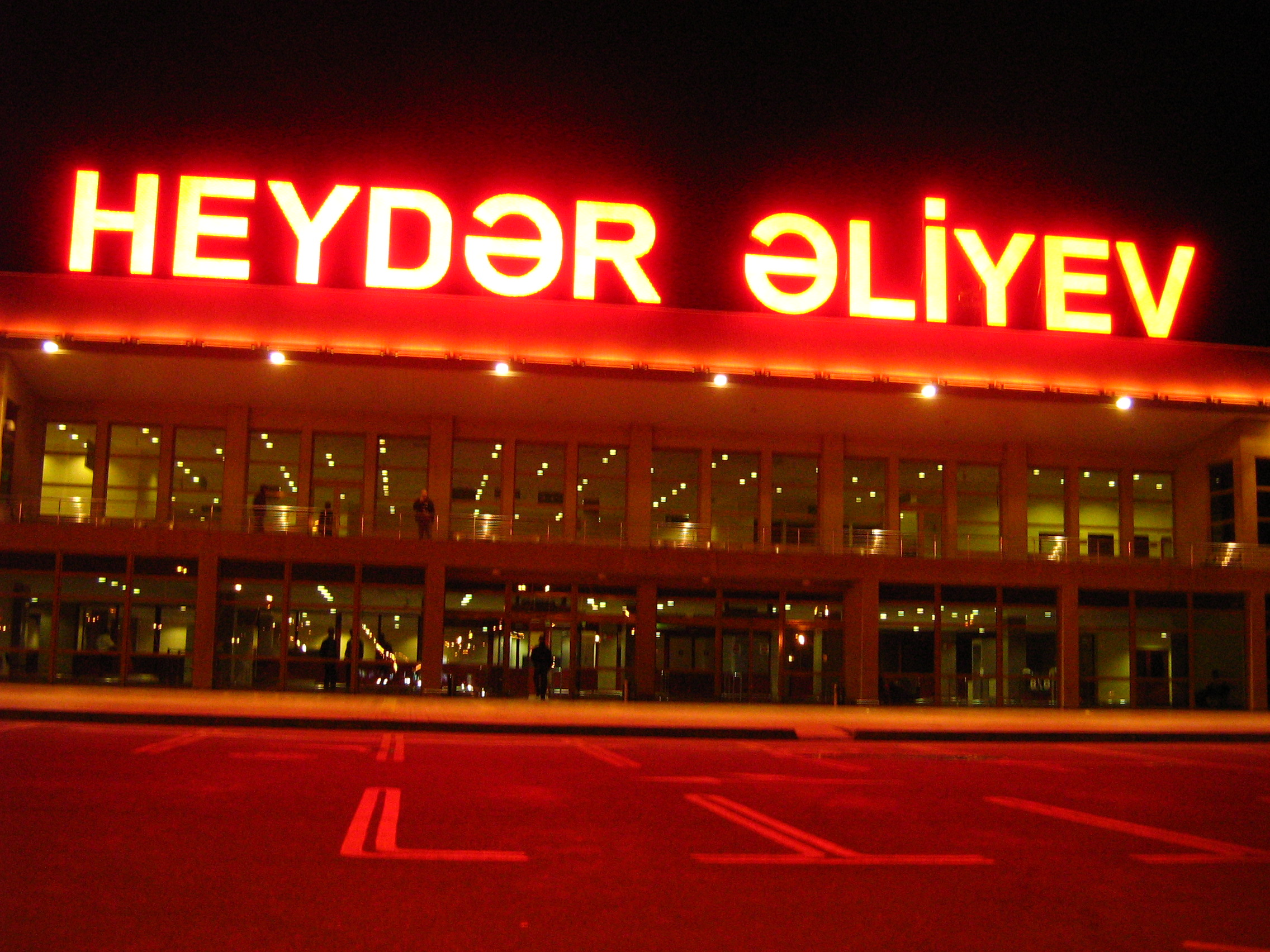
바쿠의 헤이다르 알리예프 국제공항

알리예프의 건강은 1999년 클리블랜드 병원에서 미국에서 주요 심장 우회 수술을 받았을 때 악화되기 시작했다. 그는 나중에 전립선 수술과 탈장 수술을 받았다. 그는 2003년 4월 생방송 TV에서 연설을 하던 중 쓰러졌다. 8월 6일, 알리예프는 울혈성 심부전과 신장 질환의 치료를 위해 미국으로 돌아왔다. 그는 2003년 10월 초에 대통령직에서 물러났고 그의 아들 일함을 그의 당의 유일한 대통령 후보로 임명했다. 2003년 12월 12일, 알리예프 대통령은 클리블랜드 병원에서 사망했다. 그는 큰 국장을 받았고 바쿠의 명예의 거리 묘지에 묻혔다.
헤이다르 알리예프의 아들 일함 알리예프가 2003년 10월 15일 대통령 선거에서 당선되었다. 국제적인 관찰자들은 그 대회가 예상되는 기준을 훨씬 밑돌고 있다고 비판했다.

## 역대 선거 결과
| 선거명      | 직책명                | 대수 | 정당             | 득표율 | 득표수      | 결과 | 당락 |
| ----------- | --------------------- | ---- | ---------------- | ------ | ----------- | ---- | ---- |
| 1993년 선거 | 아제르바이잔의 대통령 | 3대  | 신아제르바이잔당 | 98.80% | 3,920,924표 | 1위  |      |
| 1998년 선거 | 아제르바이잔의 대통령 | 3대  | 신아제르바이잔당 | 77.61% | 2,556,059표 | 1위  |      |

## 같이 보기
- 아제르바이잔의 대통령
- 아제르바이잔의 대외 관계